# The Wood (film)
Pour l’article homonyme, voir The Wood.
Pour plus de détails, voir Fiche technique et Distribution.
The Wood est un film américain de Rick Famuyiwa sorti en 1999.

## Synopsis
Alors qu'ils tentent de retrouver leur ami, disparu quelques heures avant son mariage, trois jeunes hommes se remémorent leurs jeunes années dans un bar.

## Fiche technique
Sauf indication contraire, les informations mentionnées dans cette section peuvent être confirmées par la base de données cinématographiques IMDb,  présente dans la section « Liens externes ».
- Titre : The Wood
- Réalisation : Rick Famuyiwa
- Scénario : Rick Famuyiwa et Todd Boyd
- Direction artistique : Richard Haase
- Décors : F. Beauchamp Hebb et David Smith
- Costumes : Darryle Johnson
- Photographie : Steven Bernstein
- Montage : John Carter
- Musique : Robert Hurst
- Production : Albert Berger, David Gale, Douglas Curtis, Momita Sengupta, Ron Yerxa, Todd Boyd et Van Toffler
- Sociétés de production : MTV Films et Paramount Pictures
- Sociétés de distribution : Paramount Pictures (États-Unis), United International Pictures (France)
- Budget : 25 millions de dollars
- Pays d'origine : États-Unis
- Format : Couleurs - 2,35:1 - Dolby - 35 mm
- Genre : Comédie dramatique
- Durée : 106 minutes
- Dates de sortie[1] :
  -  États-Unis : 16 juillet 1999

## Distribution
- Omar Epps as Mike Tarver
  - Sean Nelson as young Mike
- Richard T. Jones as Laveinio "Slim" Hightower
  - Duane Finley as young Slim
- Taye Diggs as Roland Blackmon
  - Trent Cameron as young Roland
- Sanaa Lathan as Alicia
  - Malinda Williams as young Alicia
- LisaRaye McCoy as Lisa, a bride getting ready to marry Roland, and gets upset about his disappearance.
- De'Aundre Bonds as Stacey
- Antwon Tanner as "Boo"
- Tamala Jones as Tanya
- Jascha Washington as Mike